# De ijssalon
Pour plus de détails, voir Fiche technique et Distribution.
De ijssalon est un film néerlandais réalisé par Dimitri Frenkel Frank, sorti en 1985.

## Fiche technique
- Titre : De ijssalon
- Réalisation : Dimitri Frenkel Frank
- Scénario : Dimitri Frenkel Frank
- Photographie : Theo van de Sande
- Musique : Willem Breuker
- Pays d'origine : Pays-Bas
- Format : Couleurs - Mono
- Genre : drame
- Durée : 92 minutes
- Date de sortie : 1985

## Distribution
- Gerard Thoolen : Otto Schneeweiss
- Bruno Ganz : Gustav
- Renée Soutendijk : Trudi
- Kees Hulst : Hans
- Carol van Herwijnen (nl) : Müller
- Gijs de Lange (nl) : Luuk
- Frits Lambrechts : NSB-partijbons
- Karin Bloemen (en) : Carla
- Michiel Kerbosch (nl) : Brammetje
- Alexander van Heteren : Manteufel
- Reinout Bussemaker : Duitse onderofficier